# چاه‌تلخ (سبزوار)
چاه تلخ، روستایی است از توابع بخش روداب و در شهرستان سبزوار استان خراسان رضوی ایران.

## جمعیت
این روستا در دهستان خواشد قرار داشته و بر اساس سرشماری سال ۱۳۸۵ جمعیت آن ۲۲۱ نفر (۴۱ خانوار)
بوده است.